# Закусочная

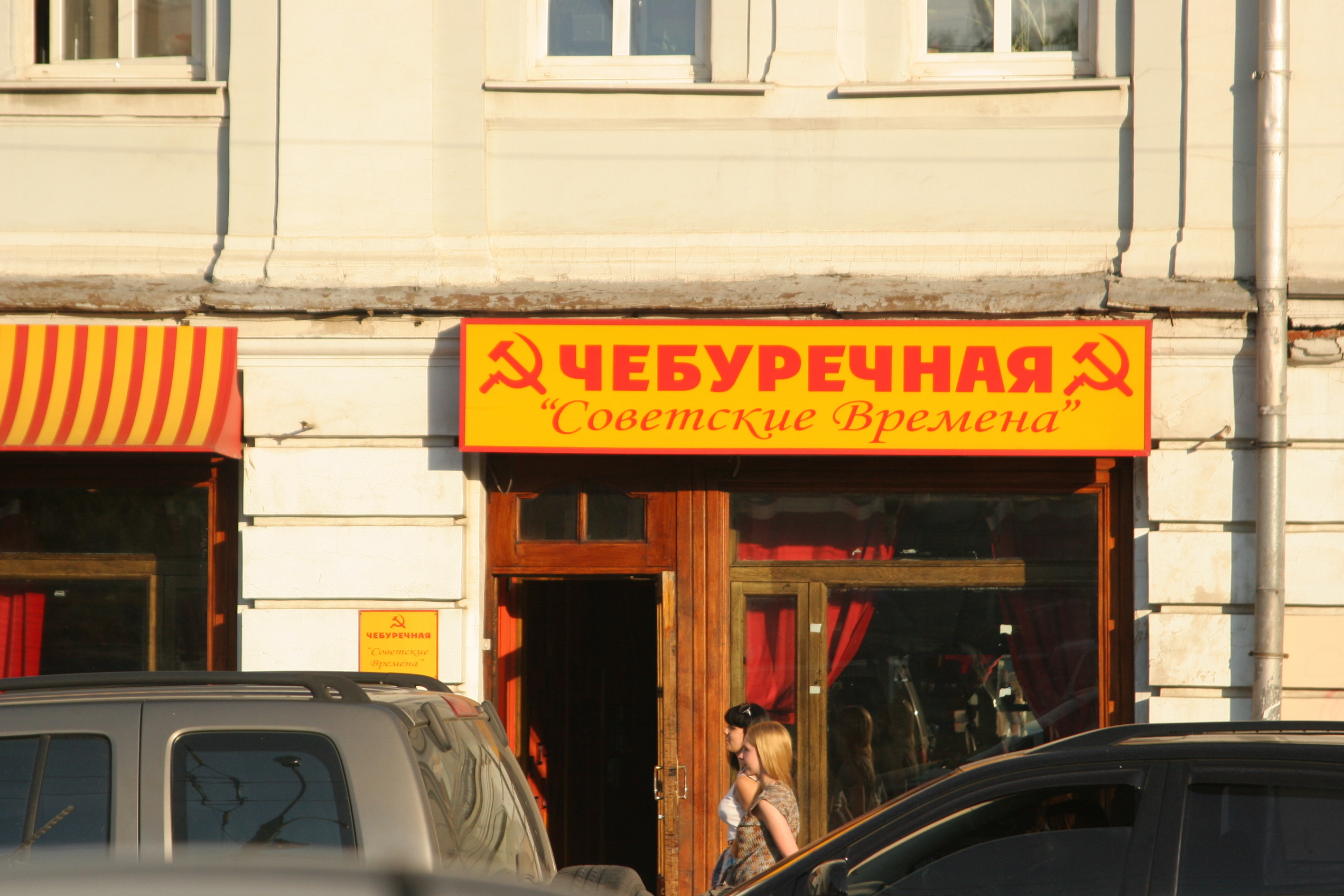
Чебуречная

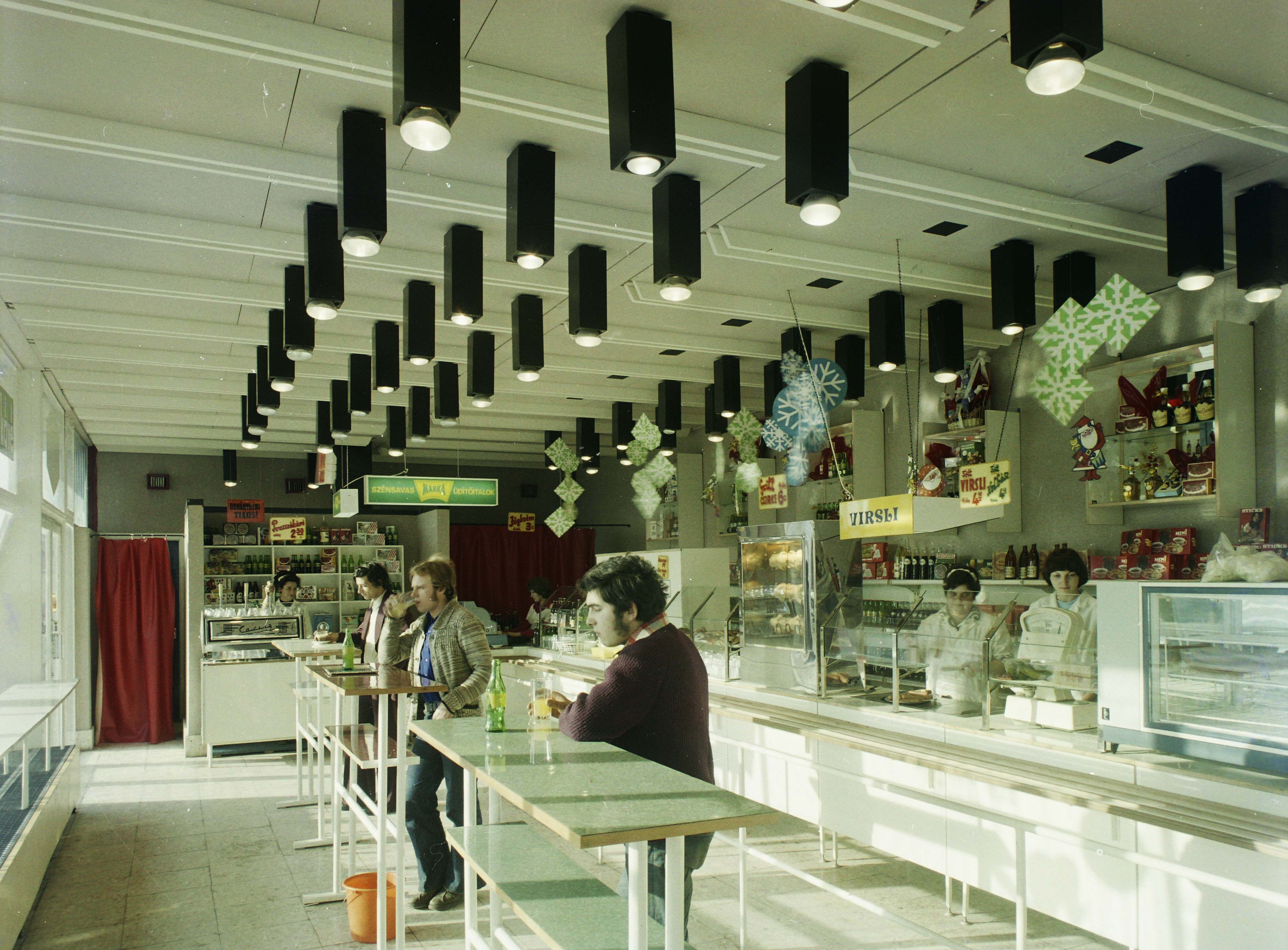
Закусочная в Венгрии. 1975

Заку́сочная — в общественном питании — предприятие быстрого обслуживания, которое имеет ограниченный ассортимент блюд несложного приготовления.
По ассортименту реализуемой продукции закусочные бывают общего типа и специализированные; специализированными закусочными являются сосисочная, пельменная, блинная, пирожковая, пончиковая, шашлычная, позная (буузная), чебуречная, чайная, пиццерия, гамбургерная. При этом, меню закусочной соответствует её профилю и, например, в пирожковой начинается с пирожков, а уже за ними следуют другие холодные закуски, горячие и холодные напитки. Специализированные закусочные более полно удовлетворяют потребности клиентов определённой продукцией и при интенсивной загрузке демонстрируют более высокие экономические показатели.
Экономическая эффективность закусочной зависит от её пропускной способности, поэтому закусочные размещаются в оживлённых местах: на главных улицах городов и в зонах отдыха. Часто в закусочных применяется самообслуживание, иногда с несколькими специализированными раздаточными линиями и собственными расчётными узлами. 
Торговые залы закусочных оборудуются высокими столами с гигиеническим покрытием. 
В закусочных допускается использование посуды из алюминия, фаянса, прессованного стекла. 
Согласно стандартам, закусочная может не иметь вестибюля, гардероба и туалета для посетителей.